# Louise Laroche
Louise Laroche (Paris, 2 de julho de 1910 – Paris, 28 de janeiro de 1998) foi uma das últimas sobreviventes do naufrágio do RMS Titanic em 15 de abril de 1912. Acredita-se que ela, sua irmã e seu pai, Joseph Philippe Lemercier Laroche, foram as únicas pessoas de descendência negra a bordo do navio.

## Início da vida
Louise Laroche nasceu em 2 de julho de 1910 em Paris, França, filha de Joseph Philippe Lemercier Laroche e sua esposa, Juliette Lafargue. Ela tinha uma irmã mais velha, Simonne Marie Anne Andrée Laroche, nascida em 1909.
Embora seu pai fosse engenheiro e sobrinho do então presidente Cincinnatus Leconte, do Haiti, sua raça impediu-o de encontrar um emprego estável. Diante disso, ele decidiu levar sua família de volta à terra natal. A família planejava deixar a França no final de 1912, mas Juliette descobriu que estava grávida pela terceira vez, fazendo com que eles deixassem o país com antecedência para que a criança nascesse no Haiti. A família originalmente tinha planos para viajar a bordo do SS France, mas a política do navio estipulava que as crianças não tinham permissão para comer com seus pais, uma política que Laroche não aprovou. Como resultado, eles transferiram seus ingressos para navegar no Titanic.

## A bordo doTitanic
Louise e sua família embarcaram no Titanic em Cherbourg, França, em 10 de abril de 1912, como passageiros de segunda classe. A embarcação era muito grande para entrar no porto da cidade, o transporte dos passageiros foi realizado por dois barcos auxiliares da White Star Line, com os Laroche sendo transportados a bordo do SS Nomadic.
Pouco depois da colisão do Titanic com o iceberg às 23h40min do dia 14 de abril, Joseph acordou Juliette e informou de que o navio havia sofrido um acidente. Ele colocou todos os seus objetos de valor nos bolsos e, junto com sua esposa, levou cada uma de suas filhas adormecidas ao convés do navio. Não se sabe em qual bote salva-vidas Juliette e suas filhas embarcaram, embora Juliette se recordara de uma condessa estar em seu bote. Havia uma condessa a bordo do navio, Noël Leslie, Condessa de Rothes, que embarcou no bote salva-vidas Nº 8, então é provável que Juliette, Simonne e Louise tenham escapado neste bote salva-vidas. Joseph morreu no naufrágio e seu corpo, se recuperado, nunca foi identificado.
Mais tarde, no dia 15 de abril, Juliette e suas filhas foram resgatadas pelo navio de resgate RMS Carpathia. Louise e sua irmã foram levadas até o convés em sacos de serapilheira. A bordo do Carpathia, Juliette teve dificuldades em conseguir lençóis que pudessem ser usados como fraldas para suas filhas. Uma vez que não havia nada de sobra, Juliette improvisou e, no final de cada refeição, ela se sentava com guardanapos e escondia-os, usando-os como fraldas. O Carpathia chegou à cidade de Nova Iorque no dia 18, mas não havia ninguém para receber recebê-las, logo Juliette decidiu não continuar no Haiti, mas, em vez disso, voltou para sua família em Villejuif, França. A família voltou à França em maio de 1912, onde Juliette deu à luz um filho que ela chamou de Joseph, em homenagem ao pai.

## Vida posterior
Em março de 1995, Louise subiu a bordo do Nomadic pela primeira vez desde 1912, acompanhada por outra sobrevivente do Titanic, Millvina Dean. No mesmo ano, Louise esteve presente em uma convenção da Titanic Historical Society, onde um marcador de pedra com uma placa de bronze foi dedicada aos passageiros que partiram do porto de Cherbourg.
Louise Laroche morreu em 28 de janeiro de 1998 aos 87 anos de idade. Sua morte deixou seis sobreviventes restantes.